# Guverner Banke Slovenije
Guverner Banke Slovenije je organ Banke Slovenije, ki institucijo zastopa, vodi njeno poslovanje in organizira delo. Je član Sveta Banke Slovenije, v katerem sodelujejo še štirje viceguvernerji. Na predlog predsednika Republike Slovenije ga imenuje Državni zbor Republike Slovenije. Njegov mandat traja šest let.
Če guverner ni pravočasno imenovan, njegovo mesto do imenovanje novega guvernerja s polnimi pooblastili upravlja eden od viceguvernerjev.

## Seznam
| #  | Portret                   | Ime                   | Mandat                          |
| -- | ------------------------- | --------------------- | ------------------------------- |
| 1. | Klikni za spremembo slike | France Arhar          | 6. marec 1991 – 31. marec 2001  |
| 2. | Klikni za spremembo slike | Mitja Gaspari         | 1. april 2001 – 31. april 2007  |
| 3. | Klikni za spremembo slike | Marko Kranjec         | 16. julij 2007 – 16. julij 2013 |
| 4. | Klikni za spremembo slike | Boštjan Jazbec        | 17. julij 2013 – 30. april 2018 |
| 5. | Klikni za spremembo slike | Boštjan Vasle         | 9. januar 2019 – 8. januar 2025 |
|    |                           | Primož Dolenc (v. d.) | 9. januar 2025 –                |